# Auguste Sabatier
Louis-Auguste Sabatier, född den 22 oktober 1839 i Vallon-Pont-d'Arc i departementet Ardèche, död den 12 april 1901 i Paris, var en fransk protestantisk teolog. 
Sabatier blev efter studier i Montauban, Basel, Tübingen och Heidelberg 1864 pastor i Aubenas och 1868 professor i reformert dogmatik i Strassburg, men nedlade, sedan Strassburg blivit tyskt, detta ämbete och blev efter en tid för tyskfientliga uttalanden utvisad ur Tyskland. Till stor del på grund av Sabatiers energiska arbete upprättades 1877, som ersättning för den upplösta franska fakulteten i Strassburg, i Paris en till Sorbonne anknuten protestantisk teologisk fakultet, vid vilken Sabatier från början knöts som professor i reformert dogmatik. Här intog Sabatier, särskilt efter utgivandet av det i Frankrike med utomordentligt bifall hälsade arbetet Esquisse d'une philosophie de la religion d'aprés la psychologie et l'histoire (1897, 8:e upplagan 1910; "Utkast till en religionsfilosofi efter psykologien och historien", svensk översättning av Nathan Söderblom, 1898), en alltmer framskjuten ställning och utövade både som professor och kanske än mer som direktör för den religionshistoriska avdelningen av École des hautes études en synnerligen inflytelserik, för hela Frankrikes andliga liv betydelsefull, lärarverksamhet. 
Bland hans skrifter märks utom den nyss nämnda Essai sur les sources de la vie de Jesus (1866), L'apôtre Paul, esquisse d'une histoire de la pensée (1870, 4:e upplagan 1912), De la vie intime des dogmes et de leur puissance Revolution (1890), La critique biblique et l'histoire des religions (1900; svensk översättning "Bibelkritiken och religionshistorien", i "I vår tids lifsfrågor", 20, 1901), La doctrine de l'expiation et son evolution historique (1901) samt det postumt utgivna arbetet Les religions d'autorité et la religion de l'esprit (1903; svensk översättning "Auktoritetsreligionerna och andens religion", 1904). Även som journalist utövade Sabatier en flitig och inflytelserik verksamhet: i "Journal de Genève" publicerade han alltifrån 1875 söndagligen "Lettres de dimanche", och från 1882 var han daglig medarbetare i "Le temps". Många av dennas mera beaktade artiklar, även i politiska frågor, härrörde från Sabatier. Vid den första religionsvetenskapliga kongressen i Stockholm 1897 var Sabatier den mest centrala personligheten och höll där ett uppmärksammat föredrag, La religion et la culture moderne (tryckt samma år). 
I teologiskt hänseende kan Sabatier, som ursprungligen intog en ganska bestämd konfessionell ståndpunkt, men sedan allt mer utvecklade sig i "liberal" riktning, i allmänhet betecknas som en lärjunge till Schleiermacher, men röjer i det sätt, varpå han utvecklar dennes grundtankar, inflytanden å ena sidan från Albrecht Ritschl, å andra sidan från teologer sådana som Alexander Schweizer och Richard Adelbert Lipsius. Den behärskande tendensen i Sabatiers hela senare teologiska produktion är strävandet efter en försoning mellan det moderna kulturella och vetenskapliga medvetandet å den ena, den religiösa trons anspråk å den andra sidan. Härvid torde han knappast kunna helt frikännas från att alltför mycket ha, som de enda "vetenskapliga", absolutifierat vissa, på hans tid med särskild styrka framträdande moment i det vetenskapliga tänkandets metoder. Sin utgångspunkt söker han, i anslutning till Kants distinktion mellan det teoretiska och det praktiska förnuftet, i den djupa antinomin mellan människans ställning som ett led i natursammanhanget och hennes personlighetsmedvetande. 
Denna antinomi skärps till det yttersta genom vetenskapen, som enligt Sabatier med nödvändighet utgår från rent deterministiska  förutsättningar och därför, ju längre den fortskrider, dess mer låter verkligheten framträda som ett i sig slutet, alltigenom av strängt nödvändiga lagar behärskat helt. Häremot reser sig emellertid individen med sina livsanspråk och sitt frihetsmedvetande, och denna reaktion når sin avslutning och sin vilopunkt i den således närmast på rent praktisk grund vilande religiösa tron. Den här framträdande faran för en religiös subjektivism söker nu Sabatier avvärja genom betonandet därav, att i den religiösa känslan, vilken han med Schleiermacher bestämmer som känslan av absolut beroende, en verklig gudsupplevelse omedelbart är innesluten: religionen är tillika uppenbarelse. Då emellertid Sabatier å andra sidan väsentligen reducerar uppenbarelsen till att beteckna blott denna den religiösa upplevelsens hemlighetsfulla objektiva sida och således i huvudsak stannar vid ett rent "psykologiskt" uppenbarelsebegrepp, blir hans förhållande till kristendomens historiska uppenbarelsetanke osäkert, och hans försök att trots detta åt Kristus på grund av hans religiösa upplevelses och medvetandes kvalitativa fullkomlighet och oöverbjudbarhet vindicera en obetingat normerande karaktär får inte någon rätt organisk plats i hans system. 
Härigenom skiljer han sig från Ritschls i mycket besläktade religionsteori. Det starkare subjektivistiska inslaget i Sabatiers åskådning framträder också i hans karakteristik av den religiösa kunskapens art. Då vi i våra utsagor om den andliga verkligheten överallt är hänvisade till för den sinnliga verkligheten präglade begrepp, måste dessa alltid förbli inadekvata och ha alltid en "symbolisk" karaktär. Sanningsvärde tillkommer dem, blott försåvitt de är och kan igenkännas som uttryck för den subjektiva religiösa upplevelsen. Lösgöras 
de härifrån, förvandlas de till objektiva dogmer, går deras sanningsvärde förlorat. På grund av denna tankegång har Sabatiers och den till honom och Eugène Ménégoz sig slutande så kallade Parisskolans ståndpunkt  blivit betecknad med slagordet "symbolofideism". I Frankrike betraktades Sabatiers religionsfilosofi som rent av epokgörande, ja, jämfördes i betydelse med Calvins "Institutio". Utanför Frankrike torde Sabatiers största betydelse ligga däri, att hans arbeten, med sin utomordentligt sköna och klara form, till en större allmänhet förmedlat den tyska liberala teologins tankar.